# デクスター・ブラックストック
デクスター・ブラックストック（Dexter Blackstock 、1986年5月20日 - ）は、イングランド・オックスフォード出身の元プロサッカー選手。元サッカーアンティグア・バーブーダ代表。現役時代のポジションはFW。

## 経歴

### クラブ
2016年9月、フリーでロザラム・ユナイテッドFCに加入。2017年7月にクラブとの契約を解除。以降、無所属の状態が続いている。

### 代表
ユース年代では出生地のイングランド代表に選出されていたが、A代表はルーツのアンティグア・バーブーダに変更した。
2012年2月に開催されたトリニダード・トバゴ代表との親善試合で初キャップ。10月のワールドカップ予選・アメリカ戦で初ゴール。

## 所属クラブ
ユース
- オックスフォード・ユナイテッドFC 2002-2003

プロ
- サウサンプトンFC 2003-2006

→プリマス・アーガイルFC 2005 (loan)
→ダービー・カウンティFC 2005 (loan)
- クイーンズ・パーク・レンジャーズFC 2006-2009

→ノッティンガム・フォレストFC 2009 (loan)
- ノッティンガム・フォレストFC 2009-2016

→リーズ・ユナイテッドAFC 2013 (loan)
- ロザラム・ユナイテッドFC 2016-2017

## 代表歴
- U-18イングランド代表
- U-19イングランド代表
  - UEFA U-19欧州選手権2005
- U-21イングランド代表
- アンティグア・バーブーダ代表
  - 2014 FIFAワールドカップ・北中米カリブ海予選
  - カリビアンカップ2014
  - カリビアンカップ2017予選

ゴール
| #  | Date           | Venue                       | Opponent       | Score | Result | Competition                                 |
| -- | -------------- | --------------------------- | -------------- | ----- | ------ | ------------------------------------------- |
| 1. | 2012年10月12日 | Sir Vivian Richards Stadium | アメリカ合衆国 | 1–1   | 1–2    | 2014 FIFAワールドカップ・北中米カリブ海予選 |
| 2. | 2016年6月5日   | Juan Ramón Loubriel Stadium | プエルトリコ   | 1–1   | 1–2    | カリビアンカップ2017予選                    |